# Friedrich Adam Widder
Friedrich Adam Widder (auch: Frederick Adam Widder; * 15. Januar 1724 in Oppenheim; † 26. Februar 1784 in Groningen) war ein deutscher Mathematiker.

## Leben
Sein Vater war Johann Philipp Widder, damals Rektor der Lateinschule in Oppenheim und später kurpfälzerischer Kirchenrat sowie oberster Pfarrer an der reformierten Gemeinde in Mannheim. Friedrich Adam Widder studierte 1740 an der Universität Heidelberg und 1744 an der Universität Groningen. 1751 erwarb er sich in Groningen den akademischen Grad eines Magisters der Philosophie und hielt ab 1752 dort philosophische Vorlesungen. Am 22. April 1767 wurde er zum außerordentlicher Professor der Philosophie gekürt, zum Amtsantritt hielt er die Rede oratie de sapientia Dei in minimis naturae operibus conspicua.
Am 22. Dezember 1773 wurde er zum ordentlichen Professor der Philosophie und Mathematik ernannt und hatte in dieser Eigenschaft 1778 das Rektorat der Alma Mater übernommen, welches er 1779 mit der Rede de praecipuis in consequendo erruditione solidiore impedimentis philosophiae studio superandis niederlegte. Widder war ein außerordentliches Mitglied der kurpfälzischen Akademie der Wissenschaften. Er hatte sich auch mit der 1761 erfolgten Herausgabe von Engelhards Handbuch Compendium phil. pract. einen Namen gemacht. 1784 starb er an einem Blutsturz.

## Werke
- Diss. philos. de malo morali. Groningen 1748
- Diss. philos. inaug. de affectibus ope musices excitandis, augendis et moderandis. Groningen 1751
- Diss. de Hylozoismo et Leibnitzianismo. Groningen 1758
- Diss. astronomico - geographica de solis et umbrae stili retrogradatione singulis aliquando diebus in quibusdam terrae locis conspicua. Groningen 1760
- De Solis et umbrae stili retrogradatione, singulis aliquando diebus, in quibusdam terrae locis, conspicua. Groningen 1766.
- Oratio de sapientia Dei in minimis naturae operibus conspicua. Groningen 1770
- Disquisitio num, praeter humanam mensem, alii existant spiritus finiti, coporibusque ritituraliter sint vestiti. Groningen 1771
- Oratio de auctoritate philosophise in beata vita comparanda. Groningen 1773
- Exercitationum philosophicarum fasciculus. Groningen 1777

als Herausgeber
- Engelhard: Philisophiam practicam et metaphysicam notis quibusdam auctam. Groningen 1767 und 1771[2]